# Buchweizenklöße
Buchweizenklöße sind Klöße, die unter Verwendung von Buchweizenmehl zubereitet werden. Sie werden vor allem traditionell in Norddeutschland gegessen.
Holsteiner Buchweizenklöße sind ein Gericht der Region Holstein. Die Klöße bestehen aus einem Kartoffelteig aus Pellkartoffeln, unter den Buchweizenmehl sowie feingewürfelter Speck, Eier und Milch gehoben werden. Die kleinen Klöße, die aus diesem Teig geformt werden, werden in siedendem Salzwasser gegart. Das Gericht wird mit brauner Butter übergossen und zu Salat serviert.